# Kielschwert

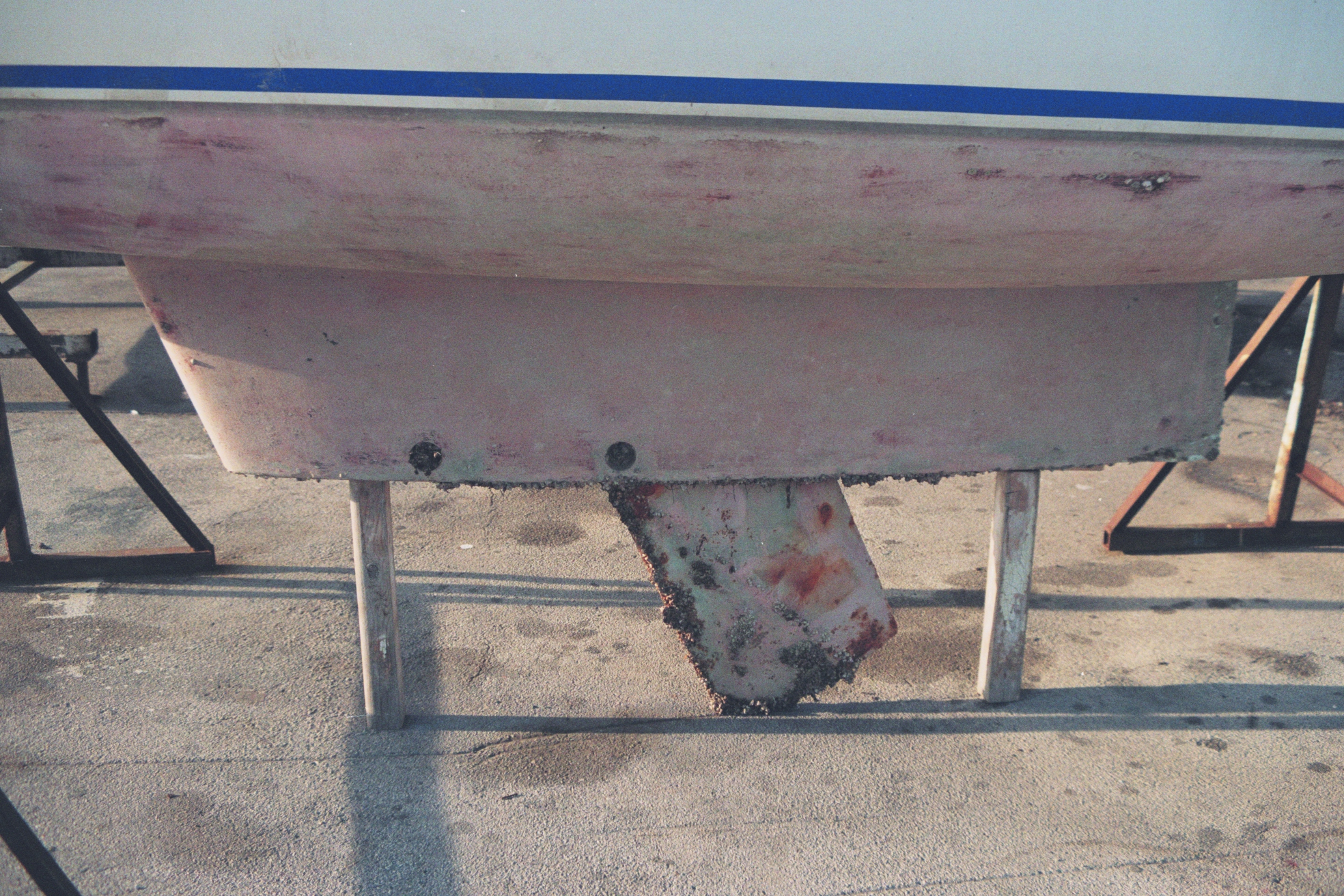
Unterwasserschiff eines Kielschwerters mit Schwenkschwert

Ein Kielschwert ist bei Segelbooten die Kombination aus Ballastkiel und Schwert, die Stabilität sowohl gegen Abdrift als auch gegen Krängung verleiht.
Ein modernes Segelboot hat ab einer gewissen Größe/Segelfläche üblicherweise einen Flossenkiel, dessen Gewicht es möglichst aufrecht fahren lässt und als seitlichen Widerstand im Wasser eine Abdrift des Bootes verhindern soll. Der Nachteil ist der dadurch entstehende Tiefgang. Ein Großteil der Wasserfläche im Binnenbereich und auch in den Boddengewässern wird damit unbefahrbar für diese Boote. Deswegen haben Jollen ein aufholbares Schwert, das allerdings mangels Gewicht keine statische Stabilität verleiht.
Ein Kielschwert (Keel/Centerboard) ist ein Kompromiss. Kielschwert-Konstruktionen sind eine Kombination von einem Ballastkiel mit einem aufholbaren Schwert. Der Ballastkiel übernimmt die Ballastfunktion des Kiels und das Schwert vermindert die Abdrift. Dadurch ist ein variabler Tiefgang möglich und somit das Ansteuern flacher Gewässer, ohne (wesentlich) stärker als Kielboote abzudriften. Ein Boot mit Kielschwert wird als Kielschwerter bezeichnet.
Das Schwert befindet sich im aufgeholten Zustand inmitten des (Stummel-)Kiels. Es ist im vorderen Bereich drehbar gelagert und wird hinten in der Regel durch eine Leine (Schwertfall) z. B. im Cockpit hochgehalten. Durch Herablassen des Schwertfalls wird das Schwert aufgrund des Eigengewichtes herausgefahren. Diese Konstruktion ist heute nicht mehr gebräuchlich, da sie äußerst störanfällig ist. Das Schwert kann durch Fremdkörper verklemmen. Zudem entstehen durch Abnutzung und Rost am Drehpunkt recht bald Freiräume, die das Schwert im Kiel klappern lassen und dadurch zusätzliche Abnutzungserscheinungen nach sich ziehen.
Das Schwertfall sollte immer auf Zug gehalten werden, auch im herabgelassenen Zustand. Es besteht die Gefahr, dass das Schwertfall durch die ruckartigen Schiffsbewegungen in der Welle aus dem Cockpit gezogen wird. Auch Knoten, die dies verhindern sollen, können durch die Kraft dieser Ruckbewegungen durchgezogen werden, sich schlimmstenfalls verkeilen und ein Aufholen unmöglich machen. Sollte sich das Schwertfall im flachen Gewässer lösen und das heruntergelassene Schwert durch Grundberührung und Drift seitwärts belastet werden, kann es verbiegen. Es sollte bei diesem Verdacht nicht mehr aufgeholt werden, da es sich eventuell im aufgeholten Zustand im Kiel verklemmen könnte. Die Am-Wind-Segeleigenschaften mit aufgeholten Schwert verschlechtern sich wesentlich.
Andere Lösungen sehen einen Schwenkkiel oder einen Hubkiel vor.

## Beispiele
- Varianta
- Megin